# 陶勇
陶勇（1913年1月21日—1967年1月21日），原名张道庸，安徽霍邱人，原中国人民解放军海军副司令员，中国人民解放军中将。

## 生平

### 第一次国共内战时期
1913年1月21日，张道庸生于安徽省霍邱县叶集一个农民家庭。幼年丧父，7岁给人放牛；1929年2月，加入中国共产主义青年团，同年4月到河南商城参加游击队，任红十一军32师班长、排长、连长。1931年春，任鄂豫皖保卫局保卫队队长，6月起任红四军第12师35团2连副连长、连长，1营副营长。1932年5月，转入中国共产党，参加了鄂豫皖苏区历次反围剿作战。
1932年11月起，随红四方面军西征入川，其后部队扩编，历任第10师28团2营营长、副团长、团长，率部参加了川陕苏区历次作战。1935年，随军参加长征，后任红九军教导师师长。1936年10月，随红四方面军总部西渡黄河，参加西路军作战。1937年3月西路军失败后被捕，后经中共组织营救返回延安，進入抗日军政大学学习。

### 抗日战争时期
抗日战争爆发后，调任新四军第1支队副参谋长，后改任第4团团长。1939年10月，与卢胜率第4团主力北渡长江，组成苏皖支队，任司令员，开辟了扬州以东到安徽天长地区抗日游击根据地。在此之前，陈毅替他改名为陶勇。1940年7月，任新四军苏北指挥部第3纵队司令员，参加黄桥战役。
1941年1月，皖南事变后，新四军重新整编，陶勇任第1师3旅旅长。1942年3月，兼苏中军区第4军分区司令员，随后展开反击日军清乡作战。1942年11月5日，在如东何家灶成立苏中军区海防团，陶勇兼任团长。1944年8月7日在如东丰利成立了苏中军区海防纵队，陶勇兼任司令，政委杨进/吉洛，参谋长崔德耀/孙仲明，辖海防一团、海防二团团长孙仲明，三团团长陆洲舫。参加车桥战役，同年年底率部南渡长江，任苏浙军区第3纵队司令员兼政治委员。1945年，参加了天目山战役。

### 解放战争时期
1945年11月，陶勇奉命北撤苏北，所部改编为华中野战军第8纵队，任司令员，率部进攻高邮，迫使驻防日军投降。1946年6月，改任华中野战军第1师副师长。此后，参加苏中战役和漣水戰役。1946年12月，奉命率部北上鲁南，参加鲁南战役，与兄弟部队配合，全歼国民革命军整编第26师和第1快速纵队；继而攻占枣庄，全歼整编第51师，俘中将师长周毓英以下7,700余人。
1947年1月下旬，第1师整编为华东野战军第4纵队，陶勇任司令员，王集成任政治委员，下辖第10、11、12师，共3万余人。2月下旬，第4纵队北上参加莱芜战役，和兄弟部队一起，歼灭国军李仙洲集团。4月初，南下鲁中地区，经一个多月机动回旋，与兄弟部队一起将国军整编第74师包围于孟良崮地区，即孟良崮战役；经三昼夜血战，华野最终歼灭74师。6月底，进至鲁南作战。8月，率第11、第12师转到鲁西南，编入西线兵团作战。11月，参加陇海路破袭战，在官亭歼灭国军骑兵第1旅3,700余人。
1948年6月，参加豫东战役，围歼国军區壽年兵团。9月参加济南战役。同年11月，参加淮海战役，初期参加进攻黄百韬兵团；尔后奉命参加围攻杜聿明集团，并生擒杜聿明。1949年2月，第4纵队改称中国人民解放军第23军，陶勇任军长，卢胜任政治委员，下辖第67、68、69师。4月21日，第23军奉命参加渡江战役，突破镇江、江阴之间国军江防，切断了沪宁铁路和宁杭公路；其间，指挥了炮击英国皇家海军的紫石英号事件。5月，率部攻占杭州，其后参加上海战役。

### 中华人民共和国成立后
1950年10月，陶勇任中国人民志愿军第9兵团副司令员，参加朝鲜战争，指挥中国人民志愿军第九兵团参加长津湖战役。1951年，参加朝鲜战争第五次战役，其后代理兵团司令员兼政治委员，获朝鲜民主主义人民共和国一级国旗勋章、一级自由独立勋章。1952年11月，任华东军区海军司令员之后，指挥了多次对中华民国国军的海战。1955年，接替袁也烈，担任东海舰队司令员，授中国人民解放军中将军衔。获一级八一勋章、一级独立自由勋章、一级解放勋章。后兼海军副司令员。1963年11月兼任南京军区副司令员。
文化大革命爆發，陶勇公然對抗林彪集團。1966年底，叶剑英要陈丕显转告陶勇“海军的风要变”，提醒陶勇警惕。1967年初，陶勇的胃病越来越严重，许世友要陶勇去南京养病。陶勇不肯。1967年1月21日，上午，陶勇與上海警備區司令員廖政國談論營救被打倒的陳丕顯。這天下午，陶勇被发现死于东海舰队第四招待所后楼花园的水井裡，頭部有外傷，其死因至今成谜。据现场参与抢救的人员回忆：他曾连续两次向东海舰队政委刘浩天报告“陶司令抢救无效，已经死亡，请政委到现场看一看。”刘浩天没有一点点震惊的感觉，说“死了就死了，请示上面之后再说。”在抢救陶勇的全过程中，刘浩天和副司令员高志荣，一直没有露面。随后，東海艦隊政委劉浩天宣布：“陶勇一貫爭強好勝。這幾天，他害怕自己捲到蘇（振華）、羅（瑞卿）圈子裡去，所以，才走了這條絕路。我看他是畏罪自殺，抗拒運動，是叛徒行為。”海军政委李作鵬将陶勇定性为“畏罪自杀”。同年9月，陶勇之妻朱嵐也被迫害致死。1977年，中央军委为陶勇夫妇平反昭雪。